# سيدني لورانس
سيدني لورانس (بالإنجليزية: Sidney Lawrence)‏ هو قاضي ومحامي وسياسي أمريكي، ولد في 31 ديسمبر 1801 في ويبريدج في الولايات المتحدة، وتوفي في 9 مايو 1892. حزبياً، نشط في الحزب الديمقراطي. وقد انتخب عضو جمعية ولاية نيويورك وانتخب عضو مجلس ولاية نيويورك وانتخب عضو مجلس النواب الأمريكي.